# Gymnosarda unicolor
Thon à dents de chien
Genre
Espèce
Statut de conservation UICN

 LC  : Préoccupation mineure
Gymnosarda unicolor, communément nommé thon à dents de chien ou thon blanc ou bien bonite à gros yeux ou à dents de chien, est une espèce de poissons marins pélagiques de la famille des Scombridae qui comprend aussi les thazards, les bonites et les maquereaux. C'est la seule espèce de son genre Gymnosarda (monotypique).

## Description
Le thon blanc est un poisson de grande taille qui est aisément identifiable par sa livrée bleu vert sur le dos, argentée sur les flancs et blanc sur la zone ventrale avec deux taches blanches distinctives sur les deux nageoires proches du pédoncule caudal. Il peut atteindre une taille maximale de 2,48 m pour 130 kg. Toutefois, la taille moyenne couramment observée est bien moindre, elle oscille plutôt entre 40 et 120 cm de long.

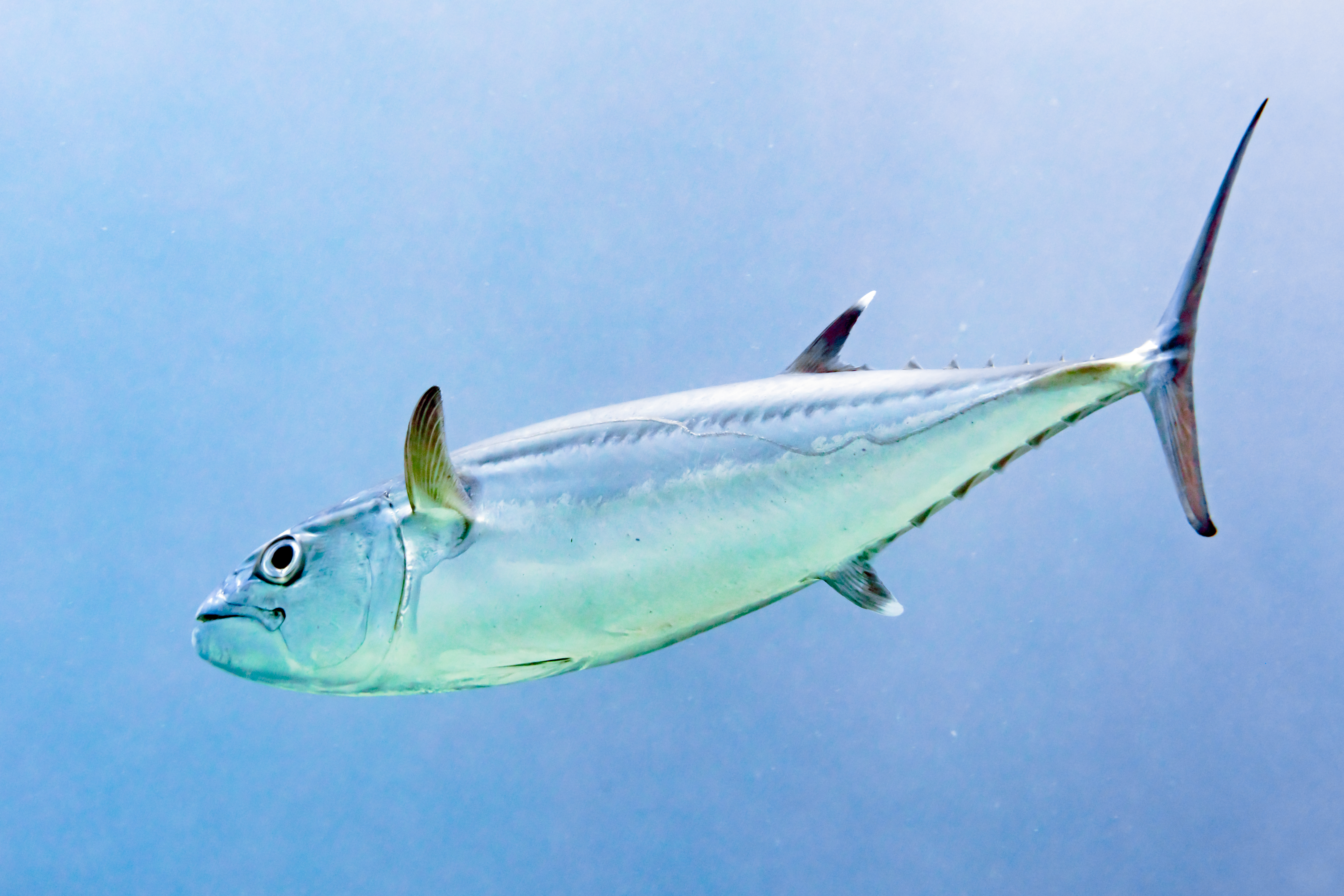
Vue arrière.
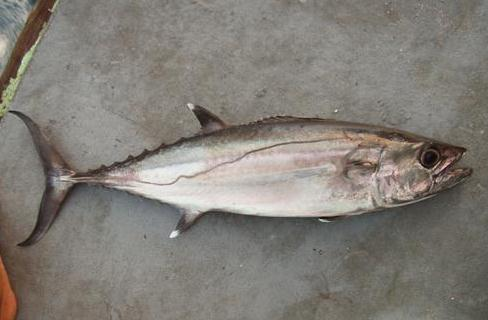
Pêché.

## Distribution et habitat
Ce thon fréquente les eaux tropicales de la zone Indo-Pacifique soit des côtes orientales de l'Afrique, mer Rouge incluse, aux îles océaniques de l'océan Pacifique comme la Polynésie (Hawaii exclu).
C'est une espèce dite pélagique qui vit à proximité des récifs coralliens.

## Biologie
C'est un poisson migrateur dont le parcours est associé à la température de l'eau ainsi qu'à la présence de ses proies de prédilection.
Le thon blanc est un carnivore qui chasse et vit habituellement en solitaire mais peut être observé parfois en petits groupes toujours inférieurs à six individus. C'est un prédateur d'une force et d'une audace impressionnante, capable d'accélération fulgurante, n'hésitant pas à attaquer et dévorer de très grandes carangues voraces.